# Zioło (jezioro)
Zioło – jezioro w woj. kujawsko-pomorskim, w powiecie żnińskim, w gminie Rogowo, leżące na terenie Pojezierza Gnieźnieńskiego.
Otoczone jest głównie obszarami leśnymi. Strefa roślinności przybrzeżnej jest dobrze rozwinięta. Na środku jeziora leży niewielka, porośnięta drzewami wyspa, na której gniazdują kormorany. Połączone z jeziorem Rogowskim i Dziadkowskim.

## Dane morfometryczne
Powierzchnia zwierciadła wody według różnych źródeł wynosi od 232,5 ha do 248,7 ha.
Zwierciadło wody położone jest na wysokości 92,7 m n.p.m. lub 93,6 m n.p.m. Średnia głębokość jeziora wynosi 5,9 m, natomiast głębokość maksymalna 17,9 m.
W oparciu o badania przeprowadzone w 2001 roku wody jeziora zaliczono do wód pozaklasowych i III kategorii podatności na degradację.

## Linki zewnętrzne

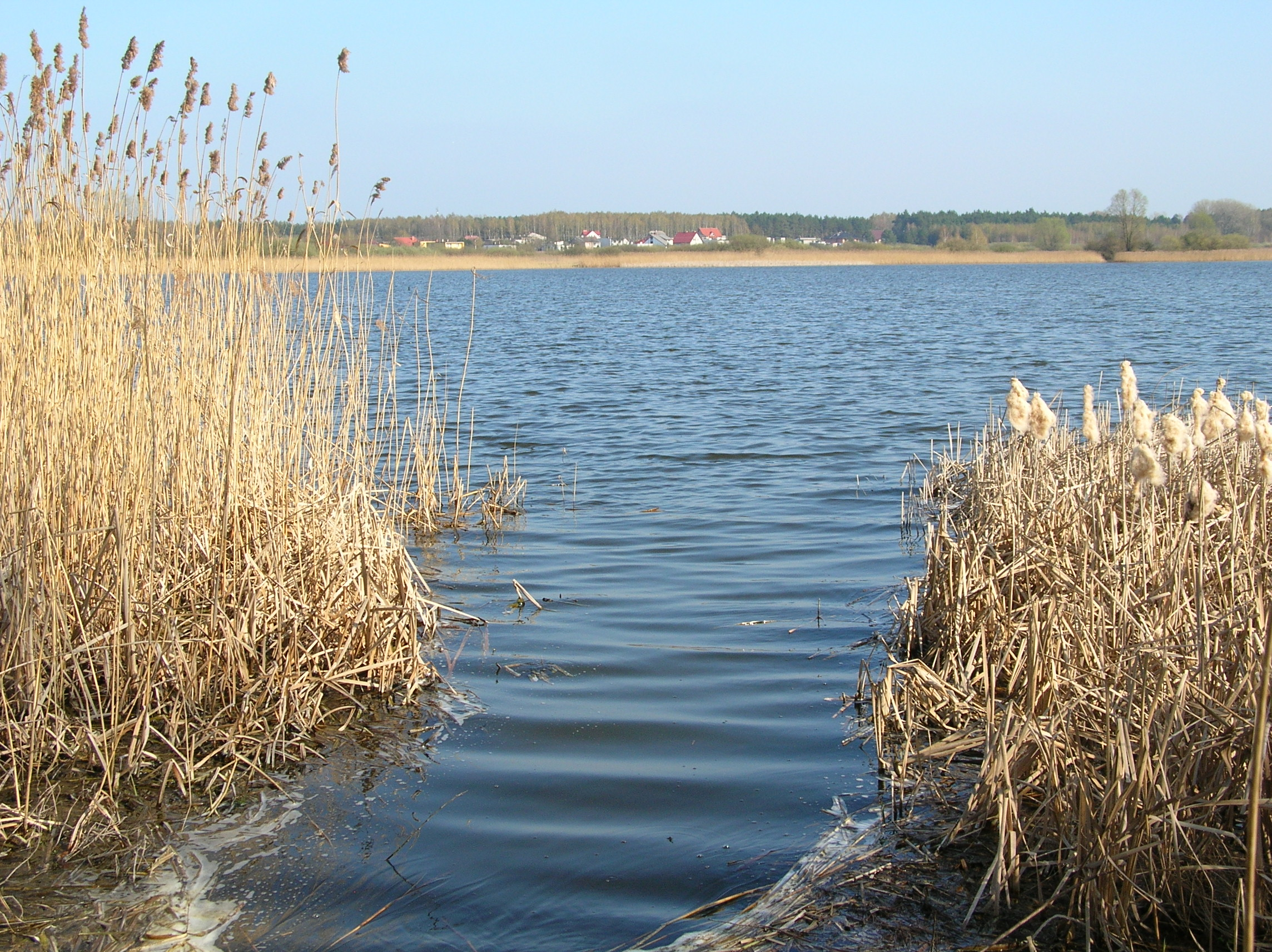
Jezioro Zioło, na drugim brzegu widoczne zabudowania wsi Rogowo